# Lappenfeh
Die Lappenfeh ist in der Heraldik eine besondere Form des Pelzwerkes Feh und ist das Gegenstück zur Dornenfeh. Sie ist eine Tinktur.
Dargestellt wird im Wappenschild oder Feld eine Teilung in mehreren Reihen angemessener Höhe. Diese werden dann mit halbkreisförmigen, schuppenartigen Figuren mit den Bogen zum Schildhaupt zeigend, belegt und sind zum Untergrund abweichend tingiert. Die Halbkreislinie stößt nicht an den geraden Schnitt an. Wichtig ist, dass jede Reihe eine gleiche zweifarbige Tinktur hat. Die Lappenfeh kann auch im Wappen als gestürzte Feh auftreten und wird dann als Dornenfeh blasoniert.